# Benzylalkohol
Benzylalkohol er aromatisk alkohol med formlen C6H5CH2OH. Gruppen af benzyl som ofte forkortes "Bn" (ej at forveksle med "Bz" som benyttes til benzoyl), således at benzylalkohol skrives BnOH. Benzylalkohol er en farveløs væske med en mild behagelig aromatisk duft. Det er et brugbart opløsningsmiddel grundet sin polaritet, lav giftighed og lavt damptryk. Benzylalkohol er opløseligt i vand (4 g/100 mL) og er helt blandbart i alkohol og diethylether.

## Naturlig forekomst
Benzylalkohol produceres naturligt af mange planter og findes ofte i frugt og the. Det findes også i en række æteriske olier inklusive jasmin, hyacint og Ylang-Ylang.
Det er også blandt de kemiske stoffer der findes i castoreum (bævergejl). Denne blanding stammer fra bæverens planteføde.

## Sikkerhed
Benzylalkohol har et lavt indhold af toxin med LD50 af 1,2 g/kg i rotter. Det oxideres hurtigt i sunde individer og bliver i leveren til benzoesyre, forbundet med glycin og udledes som hippusyre. Meget store koncentrationer kan resultere i forgiftninger inklusive åndedrætsbesvær, karudvidelse, lavt blodtryk og lammelser.
Benzylalkohol er giftigt overfor nyfødte og associeres med gasping syndrom.
Benzylalkohol kan forårsage hudallergi.

## Ekstern henvisning
- International Chemical Safety Card 0833